# Associazione Calcio Brescia 1947-1948
Questa pagina raccoglie le informazioni riguardanti l'Associazione Calcio Brescia nelle competizioni ufficiali della stagione 1947-1948.

## Stagione
Il Brescia ha disputato la stagione 1947-1948 in Serie B (girone A), piazzandosi al secondo posto, quattro punti dietro il Novara promosso. In ambito societario entra in scena Primo Cavellini affiancato da un gruppo di imprenditori locali come il commendator Wuhrer, l'ingegner Zanchi ed il ragionier Quilleri. Il 19 settembre 1947 viene costituita l'Associazione Calcio Brescia. Si riparte dal girone A di Serie B, in panchina il lenese Andrea Gadaldi ex rondinella, bomber stagionale Giuseppe Giorgino con dieci centri.

## Rosa
| N. |                   | Ruolo | Calciatore          |
| -- | ----------------- | ----- | ------------------- |
|    | Italia (bandiera) | P     | Giuseppe Romano     |
|    | Italia (bandiera) | P     | Rinaldo Seri        |
|    | Italia (bandiera) | P     | Umberto Mombelli    |
|    | Italia (bandiera) | D     | Carlo Albini        |
|    | Italia (bandiera) | D     | Aldo Cadario        |
|    | Italia (bandiera) | D     | Oscar Messora       |
|    | Italia (bandiera) | D     | Adilio Pugliese     |
|    | Italia (bandiera) | D     | Giuseppe Trenzani   |
|    | Italia (bandiera) | D     | Venturino Usberti   |
|    | Italia (bandiera) | C     | Valentino Bonaiti   |
|    | Italia (bandiera) | C     | Spartaco Bulgarelli |

| N. |                   | Ruolo | Calciatore           |
| -- | ----------------- | ----- | -------------------- |
|    | Italia (bandiera) | C     | Attilio Gallo        |
|    | Italia (bandiera) | C     | Libero Gualtieri     |
|    | Italia (bandiera) | C     | Felice Mariani       |
|    | Italia (bandiera) | C     | Mario Perazzolo      |
|    | Italia (bandiera) | C     | Francesco Pesenti    |
|    | Italia (bandiera) | C     | Enrico Merzoni       |
|    | Italia (bandiera) | A     | Lodovico De Filippis |
|    | Italia (bandiera) | A     | Giuseppe Giorgino    |
|    | Italia (bandiera) | A     | Dante Paolini        |
|    | Italia (bandiera) | A     | Angel Rosso          |

## Risultati

### Serie B (girone A)

#### Girone di andata
| Arbitro: | Venutti (Trieste) |

|                        |           |  |
| Rosso 65’ Giorgino 90’ | Marcatori |  |

| Arbitro: | Pizzato (Mestre) |

|  |           |              |
|  | Marcatori | 65’ Giorgino |

| Arbitro: | Barbieri (Milano) |

|                                                             |           |             |
| Giorgino 15’ Messora 25’ (rig.) Paolini 35’ De Filippis 78’ | Marcatori | 20’ De Caro |

| Arbitro: | Neri (Vicenza) |

|  |           |               |
|  | Marcatori | 42’ 74’ Rosso |

| Arbitro: | Parpaiola (Padova) |

|                                       |           |  |
| Rosso 5’ Giorgino 21’ De Filippis 30’ | Marcatori |  |

| Arbitro: | Bertolio (Torino) |

|             |           |              |
| Zanolla 41’ | Marcatori | 52’ Giorgino |

| Arbitro: | Agnolin (Bassano del Grappa) |

|          |           |                            |
| Capra 6’ | Marcatori | 39’ De Filppis 53’ Cadario |

| Brescia 2 novembre 8ª giornata | Brescia         | 0 – 0 | Novara | Stadium di Viale Piave\| Arbitro: \| Cambi (Livorno) \| |
| Arbitro:                       | Cambi (Livorno) |       |        |                                                         |

| Arbitro: | Guarda (Mestre) |

|  |           |                          |
|  | Marcatori | 15’ Messora 35’ Giorgino |

| Arbitro: | Rigato (Mestre) |

|                           |           |           |
| Perazzolo 14’ Bonaiti 87’ | Marcatori | 7’ Canali |

| Arbitro: | Piemonte (Monfalcone) |

|                              |           |                                |
| De Filippis 14’ Giorgino 39’ | Marcatori | 16’ (rig.) Andreoli 74’ Veneri |

| Arbitro: | Tassini (Verona) |

|             |           |  |
| Cipolla 63’ | Marcatori |  |

| Arbitro: | Canavesio (Torino) |

|                             |           |  |
| Mazza 42’ 44’ Fumagalli 71’ | Marcatori |  |

| Brescia 28 dicembre 1947 14ª giornata | Brescia           | 0 – 0 | Vigevano | Stadium di Viale Piave\| Arbitro: \| Zambotto (Padova) \| |
| Arbitro:                              | Zambotto (Padova) |       |          |                                                           |

| Arbitro: | Cappucci (Roma) |

|                         |           |                             |
| Cadregari 39’ Sacco 63’ | Marcatori | 47’ Rosso 61’ (rig.) Albini |

| Arbitro: | Picasso (Milano) |

|                |           |  |
| Bulgarelli 25’ | Marcatori |  |

| Vercelli 18 gennaio 1948 17ª giornata | Pro Vercelli  | 0 – 0 | Brescia | Stadio Leonida Robbiano\| Arbitro: \| Massai (Pisa) \| |
| Arbitro:                              | Massai (Pisa) |       |         |                                                        |

#### Girone di ritorno
| Arbitro: | Orlandini (Roma) |

|                            |           |  |
| Paolinelli 37’ Rabitti 74’ | Marcatori |  |

| Brescia 22 febbraio 1948 19ª giornata | Brescia         | 0 – 0 | Pro Sesto | Stadium di Viale Piave\| Arbitro: \| Rigato (Mestre) \| |
| Arbitro:                              | Rigato (Mestre) |       |           |                                                         |

| Arbitro: | Bellè (Venezia) |

|                          |           |                           |
| Guaraldo 44’ Punteri 62’ | Marcatori | 50’ De Filippis 59’ Rosso |

| Arbitro: | Balestrino (Oneglia) |

|                                              |           |               |
| Messora 14’ (rig.) Paolini 68’ Gualtieri 79’ | Marcatori | 53’ Marchetti |

| Arbitro: | Arpaia (Roma) |

|              |           |                              |
| Mamberti 80’ | Marcatori | 35’ Bulgarelli 75’ Gualtieri |

| Brescia 21 marzo 1948 23ª giornata | Brescia         | 0 – 0 | Spezia | Stadium di Viale Piave\| Arbitro: \| Guarda (Mestre) \| |
| Arbitro:                           | Guarda (Mestre) |       |        |                                                         |

| Arbitro: | Boffardi (Genova) |

|                                                  |           |             |
| Paolini 1’ Rosso 49’ De Filippis 54’ Cadario 78’ | Marcatori | 90’ Caprile |

| Arbitro: | Poggipollini (Ferrara) |

|                  |           |             |
| Mainardi 27’ 82’ | Marcatori | 42’ Messora |

| Brescia 18 aprile 1948 26ª giornata | Brescia             | 0 – 0 | Magenta | Stadium di Viale Piave\| Arbitro: \| Martorana (Trieste) \| |
| Arbitro:                            | Martorana (Trieste) |       |         |                                                             |

| Arbitro: | Neri (Vicenza) |

|                            |           |              |
| Cattaneo 15’ Marazzini 87’ | Marcatori | 76’ Giorgino |

| Arbitro: | Cambi (Livorno) |

|            |           |  |
| Veneri 75’ | Marcatori |  |

| Arbitro: | Canavesio (Torino) |

|                           |           |  |
| De Filippis 62’ Rosso 89’ | Marcatori |  |

| Arbitro: | Maglio (Torino) |

|                 |           |               |
| De Filippis 15’ | Marcatori | 63’ Aliprandi |

| Arbitro: | Parpaiola (Padova) |

|           |           |  |
| Bassi 72’ | Marcatori |  |

| Arbitro: | Franzi (Vercelli) |

|              |           |  |
| Giorgino 67’ | Marcatori |  |

| Varese 13 giugno 1948 33ª giornata | Varese           | 0 – 0 | Brescia | Stadio di Masnago\| Arbitro: \| Orlandini (Roma) \| |
| Arbitro:                           | Orlandini (Roma) |       |         |                                                     |

| Arbitro: | Parazzi (Genova) |

|              |           |  |
| Giorgino 71’ | Marcatori |  |

## Statistiche

### Statistiche di squadra
| Competizione       | Punti | In casa | In casa | In casa | In casa | In casa | In casa | In trasferta | In trasferta | In trasferta | In trasferta | In trasferta | In trasferta | Totale | Totale | Totale | Totale | Totale | Totale | DR  |
| Competizione       | Punti | G       | V       | N       | P       | Gf      | Gs      | G            | V            | N            | P            | Gf           | Gs           | G      | V      | N      | P      | Gf     | Gs     | DR  |
| ------------------ | ----- | ------- | ------- | ------- | ------- | ------- | ------- | ------------ | ------------ | ------------ | ------------ | ------------ | ------------ | ------ | ------ | ------ | ------ | ------ | ------ | --- |
| Serie B (girone A) | 42    | 17      | 10      | 7       | 0       | 26      | 7       | 17           | 5            | 5            | 7            | 16           | 19           | 34     | 15     | 12     | 7      | 42     | 26     | +16 |

### Statistiche dei giocatori
| Giocatore      | Serie B  | Serie B |
| Giocatore      | Presenze | Reti    |
| -------------- | -------- | ------- |
| G. Romano      | 32       | -24     |
| R. Seri        | 1        | -0      |
| U. Mombelli    | 1        | -2      |
| C. Albini      | 31       | 1       |
| A. Cadario     | 29       | 2       |
| O. Messora     | 25       | 4       |
| A. Pugliese    | 8        | 0       |
| G. Trenzani    | 17       | 0       |
| V. Usberti     | 8        | 0       |
| V. Bonaiti     | 11       | 1       |
| S. Bulgarelli  | 27       | 2       |
| A. Gallo       | 6        | 0       |
| L. Gualtieri   | 13       | 2       |
| F. Mariani     | 9        | 0       |
| M. Perazzolo   | 29       | 1       |
| F. Pesenti     | 11       | 0       |
| E. Merzoni     | 1        | 0       |
| L. De Filippis | 30       | 8       |
| G. Giorgino    | 18       | 10      |
| D. Paolini     | 32       | 3       |
| A. Rosso       | 32       | 8       |